# NRJ 뮤직 어워드

NRJ 뮤직 어워드(영어: NRJ Music Award)는 라디오 방송국 NRJ와 텔레비전 네트워크 TF1이 개최하는 음악 시상식이다.
2000년부터 현재까지 시상식 형태로 진행되었다.